# Рурские водохранилища
Рурские водохранилища (нем. Ruhrstauseen) — система водохранилищ на реке Рур в федеральной земле Северный Рейн-Вестфалия, построенных в 20-70-х годах XX столетия в целях обеспечения очистки вод Рура и решения проблем водоснабжения Рурского региона.

В настоящее время все водохранилища широко используются как зоны отдыха. Рурские водохранилища являются тематическим пунктом № 12 «История и современность Рура» регионального проекта «Путь индустриальной культуры» Рурского региона.

Водохранилища находятся в ведении общественной корпорации Ruhrverband.

## Список Рурских водохранилищ

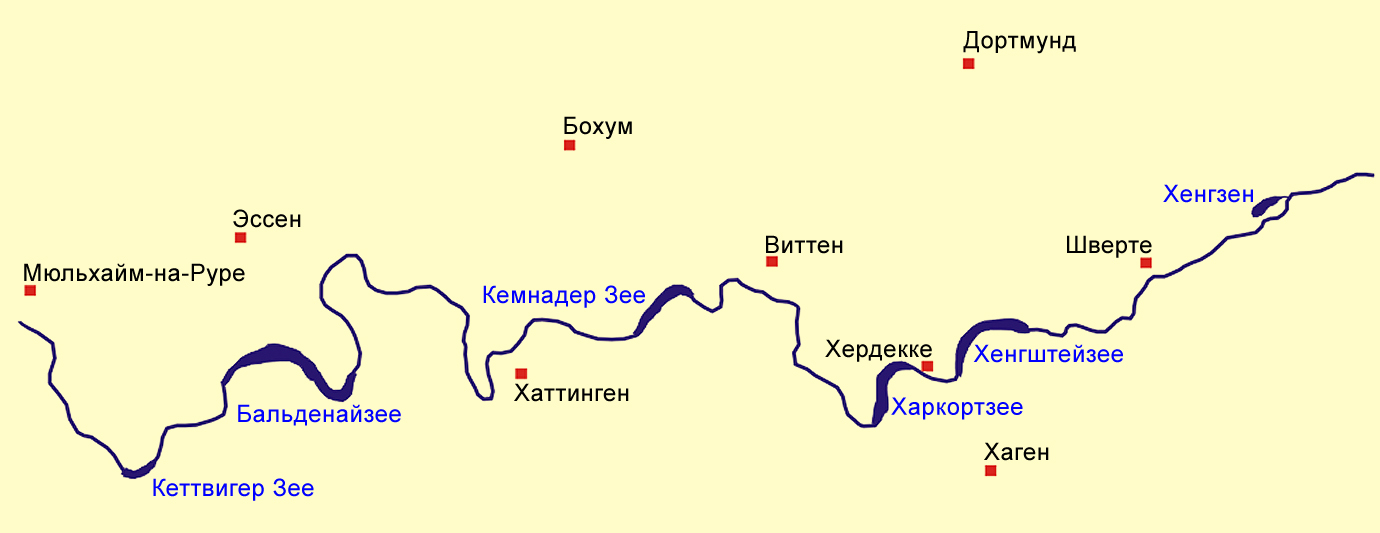
Схема Рурских водохранилищ

| Название     | Место нахождения                      | Год наполнения     | Площадь, км² | Объем, млн. м³ |
| ------------ | ------------------------------------- | ------------------ | ------------ | -------------- |
| Хенгзен      | коммуна Хольцвиккеде                  | Конец 1930-х годов | 0,192        | 0,4            |
| Хенгстайзе   | между Хагеном, Дортмундом и Хердекке  | 1929               | 1,36         | 3,3            |
| Харкортзе    | между Хагеном, Хердекке и Веттером)   | 1931               | 1,37         | 3,1            |
| Кемнадер-Зе  | между Бохумом, Виттеном и Хаттингеном | 1979               | 1,25         | 3,0            |
| Бальденайзе  | Эссен                                 | 1933               | 2,64         | 7,6            |
| Кеттвигер-Зе | Эссен                                 | 1950               | 0,55         | 1,4            |

## Галерея

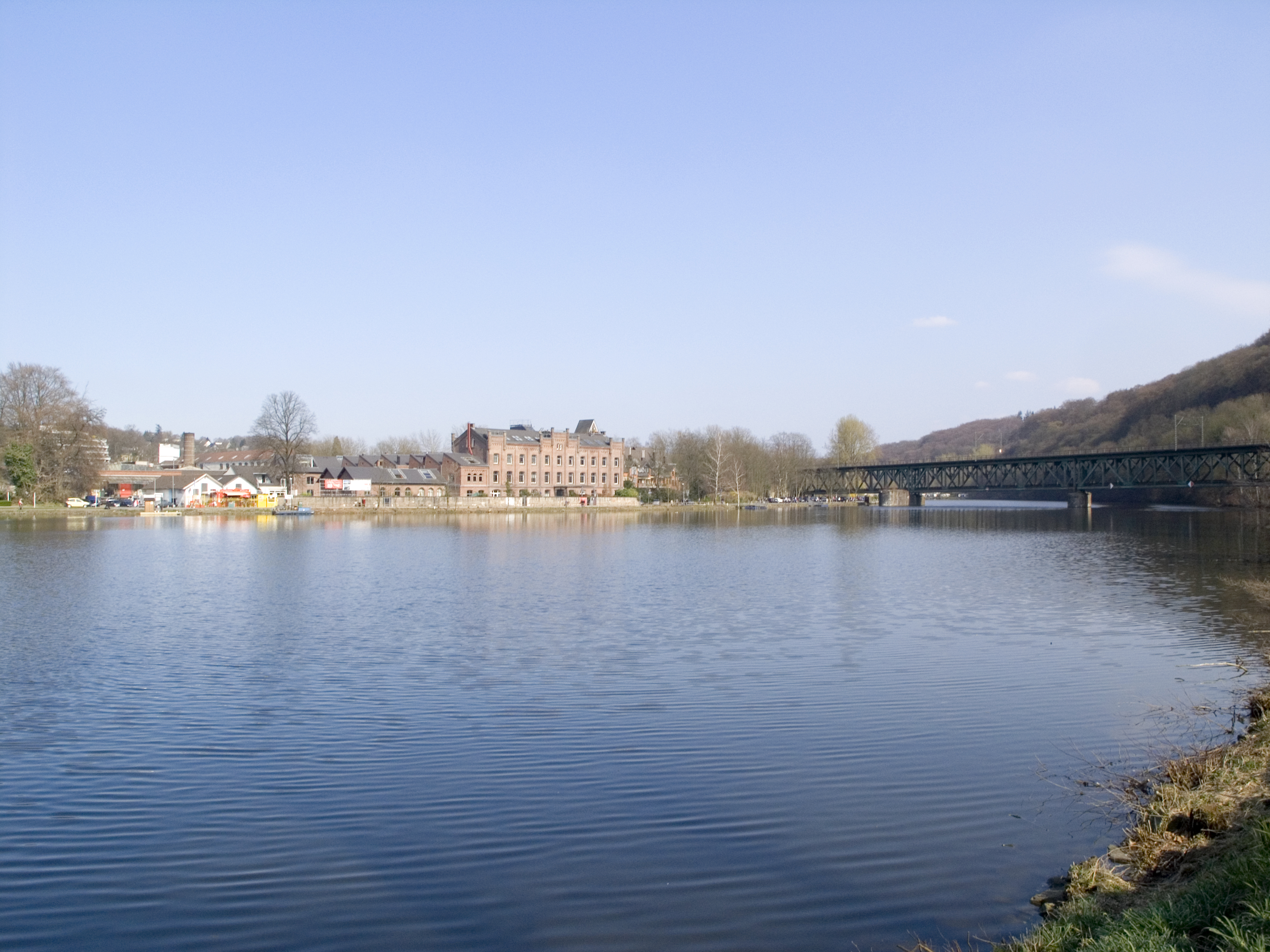
Кеттвигер-Зе
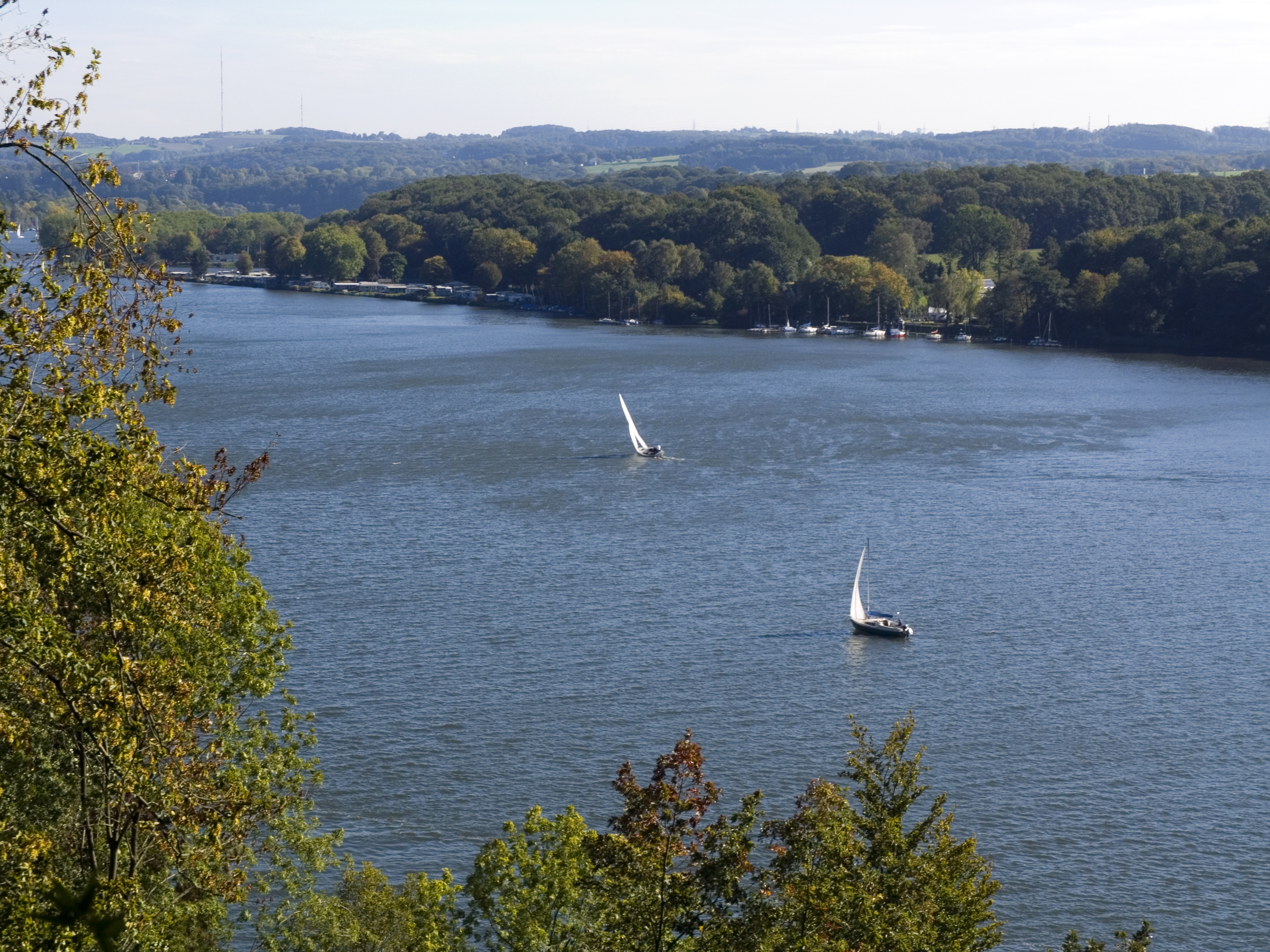
Бальденайзе
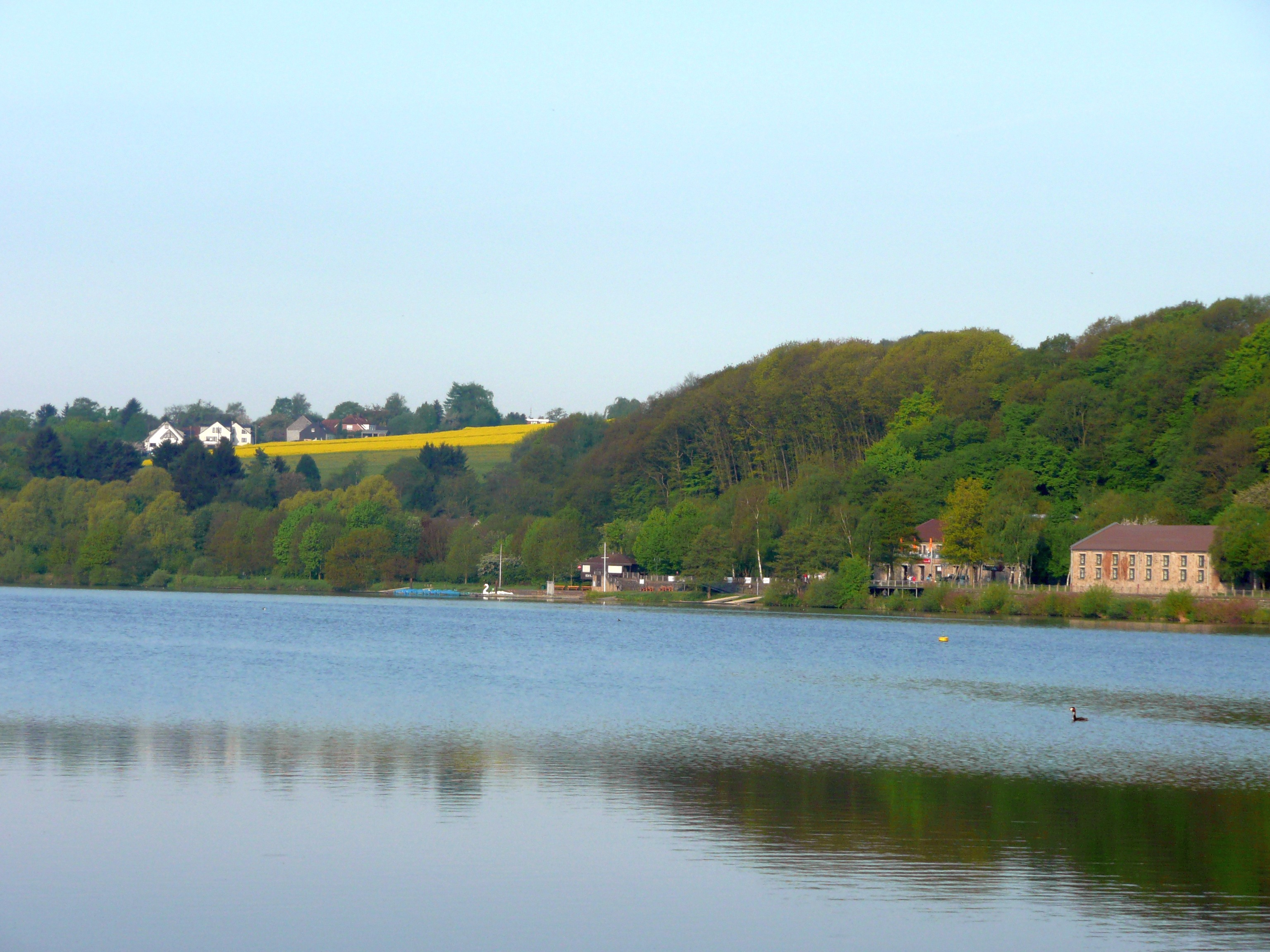
Кемнадер-Зе
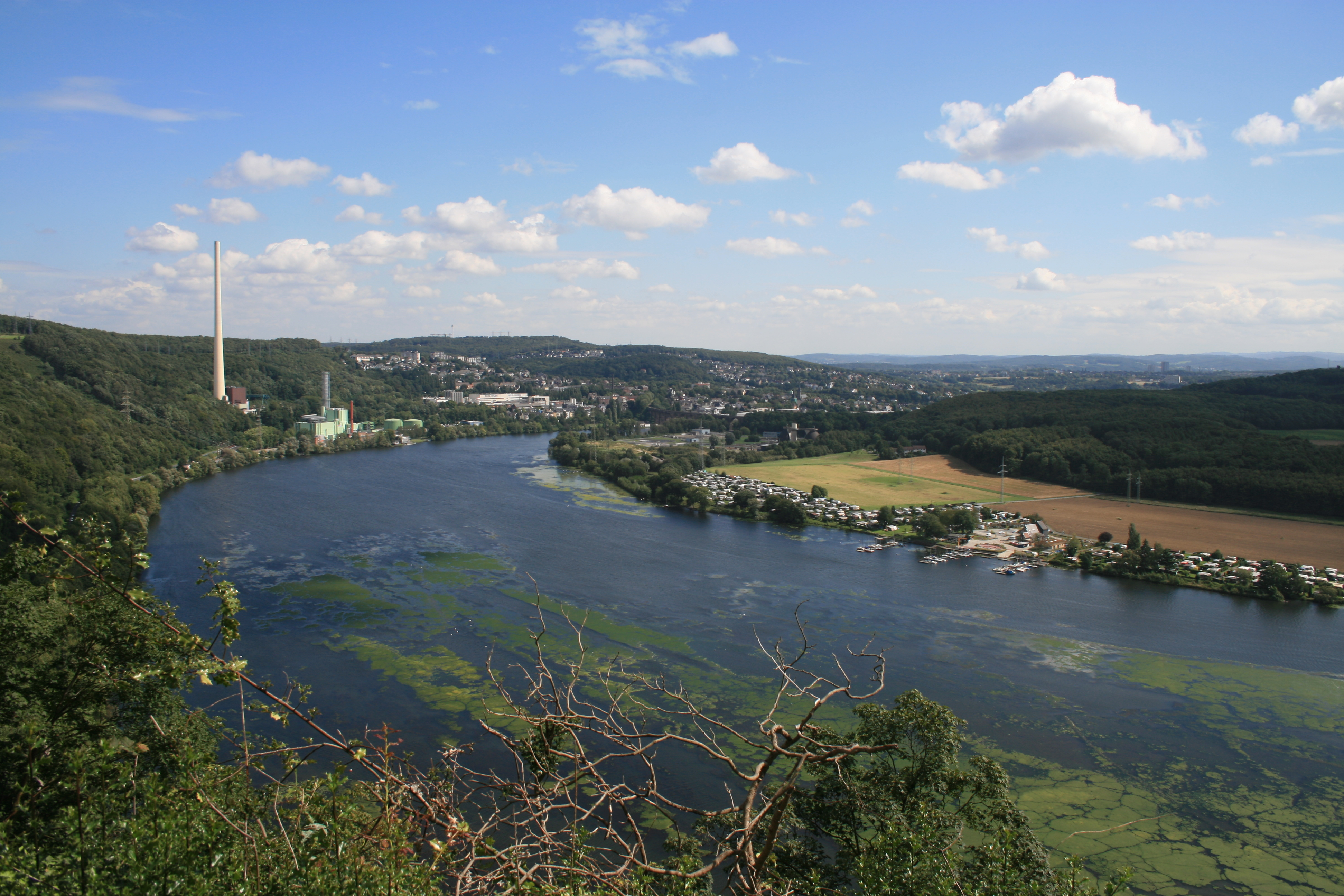
Харкортзе